# Marta Acosta
Marta Acosta es una autora estadounidense de ficción juvenil, fantasía urbana y ficción para chicas, conocida por su serie Casa Drácula y por su libro de 2013 The She-Hulk Diaries. Acosta también ha escrito bajo el seudónimo de Grace Coopersmith para su libro de 2010 Nancy's Theory of Style, que se basa en un personaje secundario de su serie Casa Drácula.

## Biografía
Marta Acosta nació en Oakland. Su madre era mexicana y se trasladó a Berkeley a los 15 años. Su padre nació en Los Ángeles y se trasladó a Berkeley cuando era niño. Luego, sirvió en las fuerzas aéreas. Tiene tres hermanos varones, y según cuenta, siempre ha echado de menos una hermana, algo que compensó leyendo. Estudió en Stanford y se graduó en Literatura inglesa y americana, además de Literatura creativa. En Inglaterra, estudió teatro y trabajó en organizaciones no gubernamentales. Vive con su cónyuge y tienen un hijo y dos perros.
Acosta estudió en la Universidad de Stanford y ha escrito para el San Francisco Chronicle y el Contra Costa Times como freelance. Encontró algunas dificultades para publicar su trabajo, ya que las editoriales querían que escribiera con el estilo del realismo mágico popularizado por Isabel Allende. De las comparaciones con otros escritores latinos o latinas, Acosta ha afirmado que "estos escritores latinos vienen de un contexto diferente. No importa lo que escriban, los van a comparar con García Márquez. Pero no están comparando a todos los irlandeses-estadounidenses con James Joyce". En 2006, Happy Hour at Casa Dracula fue considerado uno de los "5 mejores libros de autoras latinas" por el Catalina Magazine para ese año debido a sus personajes y estilo. En 2010, Acosta decidió publicar su novela juvenil The Shadow Girl Of Birch Grove de forma gratuita en línea a través de Scribd. Acosta y su agente habían enviado previamente el trabajo a varios editores, quienes no habían mostrado ningún interés real en el trabajo. Después de que el libro se publicó en línea,  se convirtió en el libro juvenil mejor clasificado en el sitio y Acosta consiguió un contrato a través de Tor Books.

## Premios
- Los 5 mejores libros de autoras latinas por el Catalina Magazine (en 2006, ganó por Happy Hour at Casa Drácula )
- Premio RT Reviewers' Choice por The Bride of Casa Drácula (en 2008, fuenominado)[7]
- Premio RT Reviewers' Choice por Haunted Honeymoon (en 2010, fue nominado)[8]

### Casa Drácula
1. Happy Hour at Casa Dracula (2006)[9][10]
2. Midnight Brunch (2007)[11]
3. The Bride of Casa Dracula (2008)[12]
4. Haunted Honeymoon (2010)[13][14]

### Obras juvenil
- The Shadow Girl of Birch Grove (2010)
- Dark Companion (2012)[15][16]

### Otros trabajos
- Nancy's Theory of Style (2010, como Grace Coopersmith)
- Wolfish in Sheep's Clothing (2011)
- The She-Hulk Diaries (2013)[17][18][19][20]
- Make It Catchy: The Quintessential Guide to Writing Query Letters (2013)
- Girls Are Gone (2014)